# 호랑이라 불리우는 사나이
호랑이라 불리우는 사나이(The Man Called 'Tiger')는 권혁재 감독의 영화이다. 정두홍이 주연으로 출연하였으며, 대한민국에서 2007년 개봉된 액션 드라마 영화이다. 조명은 김성훈, 미술은 백성운, 믹싱은 김기현이 맡았다.
어느 한 시골의 항구마을을 배경으로 하며 한 남자의 인생역경을 보여주고 과거의 인생사를 조명한다.